# Alyeh
Alyeh (tiếng Ả Rập: العالية) là một ngôi làng Syria nằm ở Jisr al-Shughur Nahiyah ở huyện Jisr al-Shughur, Idlib. Theo Cục Thống kê Trung ương Syria (CBS), Alyeh có dân số 408 trong cuộc điều tra dân số năm 2004.